# William Taylor (författare)

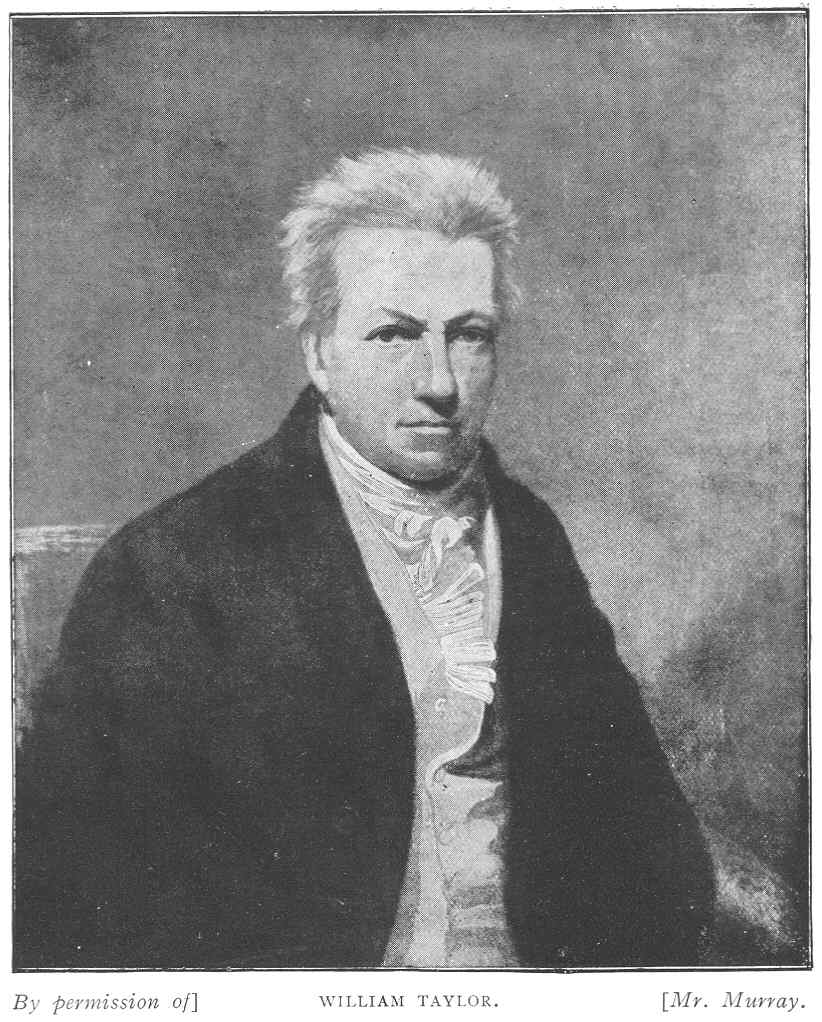
William Taylor.

William Taylor, född den 7 november 1765 i Norwich, död där den 5 mars 1836, var en engelsk författare.
Taylor verkade ivrigt och framgångsrikt för att göra den tyska litteraturen känd i England, dels genom översättningar (Gottfried August Bürgers "Lenore", Gotthold Ephraim Lessings "Nathan der weise", Johann Wolfgang von Goethes "Iphigenia in Tauris" med flera), dels genom kritiska och litteraturhistoriska tidskriftsartiklar med mera, bland annat Historic survey of german poetry (3 band, 1828-30).